# 王妃
王妃，為男性國王或王爵的正妻封號。在一夫多妻制区，王、親王、國王嫡妻所获得封號通常稱為王妃。在歐洲，採取一夫一妻制，國王之妻稱王后（Queen consort），皇帝之妻稱皇后（empress consort），親王之妻則稱王妃。王妃比皇后較次一等。

## 东亚

### 中國
西漢時期，諸侯王的正配稱王后，王母為王太后。至東漢以後，王及親王的正配改稱為妃，稱王妃。魏晋以后，王爵分为亲王、嗣王、郡王，王妃亦区分为亲王妃、嗣王妃、郡王妃。如唐朝时，廣平郡王正配崔氏被册封为广平郡王妃。兩宋國王之正配皆封國夫人，屬外命婦誥命，地位更在郡主、縣主之下，而在郡夫人等命婦之上。明朝时，皇太子、亲王有二妃，即正妃、次妃。亲王正妃依丈夫封号，称某王妃。亲王次妃相同。清朝時期，親王、郡王等宗親正配改稱正福晉，但被封為親王、郡王者，其正配在嚴格意義上的稱謂仍是王妃。

#### 臺灣
東寧王國（鄭氏王朝）國王正室之封號為「郡王妃」，包括鄭成功之王妃董氏與鄭經之王妃唐氏。

### 日本
日本皇室中有王的位階，而王的正妻稱為王妃。現代日本皇室根據皇室典範第5條，王妃的敬稱為「殿下」。自從1947年（昭和22年）10月14日，皇室中11個宮家共51位皇族全數降為平民至今，由於沒有王的出現，因此也沒有王妃。

### 朝鮮
- 高麗王朝：高麗國王之母稱王太后、正配稱王后。後期改王太后為王太妃、王后為王妃，且逝世後才能追諡為王后。
- 朝鮮王朝：國王正配稱王妃（或大妃），且逝世後才能追諡為王后。王妃在口語上的稱謂為中殿、坤殿、中宮，其宮室常被稱作中宮殿。

### 越南
- 後黎朝時期
  - 鄭主：鄭主稱王，鄭主的正配稱王妃。
  - 阮主：前期阮主只稱主，正配稱夫人，妾室稱“姬”、“嬪”；武王阮福濶正式稱王，正配生前稱夫人，死後追贈“妃”。

- 阮朝時期

阮朝宗室爵位中有親王和郡王之分。二者的正配均為“王妃”。然而，按照阮朝慣例，皇親不正式立正配，妻妾統稱為府妾。所以王妃稱號只能待丈夫死後，由王妃之子向尊人府申請授予，或府妾去世後，由丈夫向尊人府申請追贈其為王妃。

### 琉球
琉球國君主稱為國王，正配稱王妃或國妃。按照慣例，王妃會被授予佐敷間切的地頭，並被授予佐敷按司加那志這個稱號。

## 歐洲
歐洲王室為一夫一妻制，一般情況下國王之妻稱為“Queen consort”（翻译为王后），但有時國王妻子因為出身問題不能稱后，只能稱為Princess Consort（翻译为王妃，有媒体翻译为伴妃），例如英國國王查爾斯三世的妻子卡蜜拉王后，在查爾斯仍為王儲時曾一度被認為只能成為伴妃而非王后，但實際上其地位等於英國王后。
親王（Prince）之妻，英語稱為Princess，中文一般譯為王妃、王子妃、亲王妃，王儲之妻則稱儲妃。另外，歐洲部份親王國（principality），如摩納哥君主的名銜是Prince，譯為親王或大公，妻子的名銜是Princess Consort，中文有時會譯為王妃、親王妃、公妃或大公妃。